# Falsocylindropomus maculosus
Falsocylindropomus maculosus är en skalbaggsart som beskrevs av Maurice Pic 1927. Falsocylindropomus maculosus ingår i släktet Falsocylindropomus och familjen långhorningar. Inga underarter finns listade i Catalogue of Life.